# 25701 Alexkeeler
25701 Alexkeeler este un asteroid din centura principală de asteroizi.

## Descriere
25701 Alexkeeler este un asteroid din centura principală de asteroizi. A fost descoperit pe 5 ianuarie 2000 la Socorro, New Mexico, în cadrul proiectului LINEAR. Asteroidul prezintă o orbită caracterizată de o semiaxă mare de 2,72 ua, o excentricitate de 0,16 și o înclinație de 5,3° în raport cu ecliptica.